# Tiristore
Il tiristore o SCR (in inglese Silicon Controlled Rectifier) è un componente elettronico, dal punto di vista elettrico, pressoché equivalente al diodo, con la sola differenza che la conduzione diretta avviene solamente in seguito all'applicazione di un opportuno segnale di innesco su un terzo terminale denominato gate.

## Funzionamento
Perché il segnale di innesco sia valido deve superare un valore di corrente minimo che dipende dal tiristore e dalla tensione anodo-catodo presente in interdizione.
La conduzione permane anche alla cessazione del segnale e fino a che la corrente diretta non scenda sotto un valore minimo di mantenimento (detto corrente di tenuta), oppure in seguito all'inversione della polarità della tensione A-K.
La conduzione si può instaurare anche se la tensione diretta supera un valore pari all'incirca al limite di rottura in polarizzazione diretta, detta tensione di breakover, poiché le correnti di deriva diventano non trascurabili e tali da attivare il dispositivo.
È da notare che nella tecnologia CMOS, e in particolare nella struttura integrata di un inverter realizzato in tecnologia n-well o p-well, è presente un tiristore (SCR) parassita che genera il cosiddetto fenomeno del latch-up. Tale fenomeno ha l'effetto di creare un cammino a bassa impedenza fra l'alimentazione e la massa, con conseguente distruzione delle piste di alimentazione vicino alla zona di innesco. La sensibilità di innesco di questo fenomeno chiaramente indesiderato dipende dal layout della struttura CMOS.
In particolare, in presenza di n-well e p-well non isolati da dielettrico il fenomeno del latch-up non è tecnicamente eliminabile; tuttavia si può ridurre praticamente a zero la possibilità di innesco dell'effetto con specifiche soluzioni tecnologiche. La principale consiste nel disporre nelle vicinanze del confine tra i well una serie di contatti alle tensioni di polarizzazione del well (+VDD per i p-well e -VSS per gli n-well).

## Composizione interna
Costruttivamente il tiristore è costituito da un quadruplo strato di semiconduttori p-n-p-n, con l'anodo collegato allo strato p esterno, il catodo allo strato n opposto ed il gate al p intermedio. Lo si può considerare equivalente ad un circuito con due transistor collegati come in figura:

Struttura a giunzioni dell'SCR, costruzione equivalente a transistor e simbolo elettrico

Si può notare la presenza di due BJT collegati in retroazione l'uno all'altro, ed è proprio questo effetto a permettere l'innesco. Dato che la corrente di base del BJT NPN è regolata dal terminale di gate esso può innescare il dispositivo in quanto un aumento della corrente di base comporta un aumento della corrente di collettore e quindi un aumento della corrente di base del PNP che comporterà un ulteriore aumento di corrente in base al NPN. Dunque si instaura un meccanismo di retroazione positiva tale da portare in breve tempo il tiristore dallo stato di alta impedenza a quello di bassa impedenza e quindi conduzione.
Nonostante tutto non è solo la corrente di gate a innescare il dispositivo, o almeno non solo se applicata direttamente. Una brusca variazione della tensione di gate può provocare l'insorgere di una corrente di spostamento nelle capacità parassite del dispositivo e questo può essere sufficiente ad accenderlo.

## Impiego
L'impiego tipico si ha nei raddrizzatori di tensione controllabili, in grado di fornire tensioni continue regolabili da una tensione alternata fissa. Altri impieghi si hanno negli inverter (convertitori da DC ad AC).
Consideriamo l'SCR usato per il controllo della potenza in circuiti alimentati in corrente alternata sinusoidale, in questo caso il circuito di innesco degli SCR fa sì che questo si trovi in ritardo (di fase) rispetto alla tensione anodo-catodo; questo provoca un frazionamento della tensione raddrizzata, in pratica al carico arriva solo una frazione della semionda realizzando in tal modo il cosiddetto Controllo di fase.

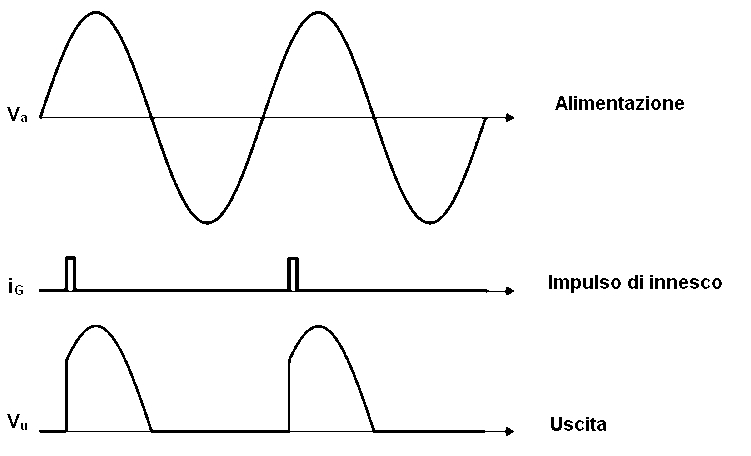
Ritardo (di fase) nell'innesco di un SCR

Qualora si debbano gestire entrambe le semionde di un segnale sinusoidale, si impiega una combinazione di due tiristori in antiparallelo, ottenendo una più efficace dissipazione del calore e migliori caratteristiche elettriche, oppure un singolo TRIAC anche se questo componente presenta caratteristiche inferiori agli SCR (in termini di tensioni e correnti molto più limitate, velocità di commutazione inferiori).
La disponibilità di tiristori è ampia, spaziando dai più piccoli in grado di gestire poche decine di milliampere ai modelli che trovano impiego nella regolazione della velocità di motori elettrici nella trazione ferroviaria ed altre applicazioni industriali.